# Bromelia sylvicola
Bromelia sylvicola är en gräsväxtart som beskrevs av Spencer Le Marchant Moore. Bromelia sylvicola ingår i släktet Bromelia och familjen Bromeliaceae. Inga underarter finns listade i Catalogue of Life.

## Bildgalleri

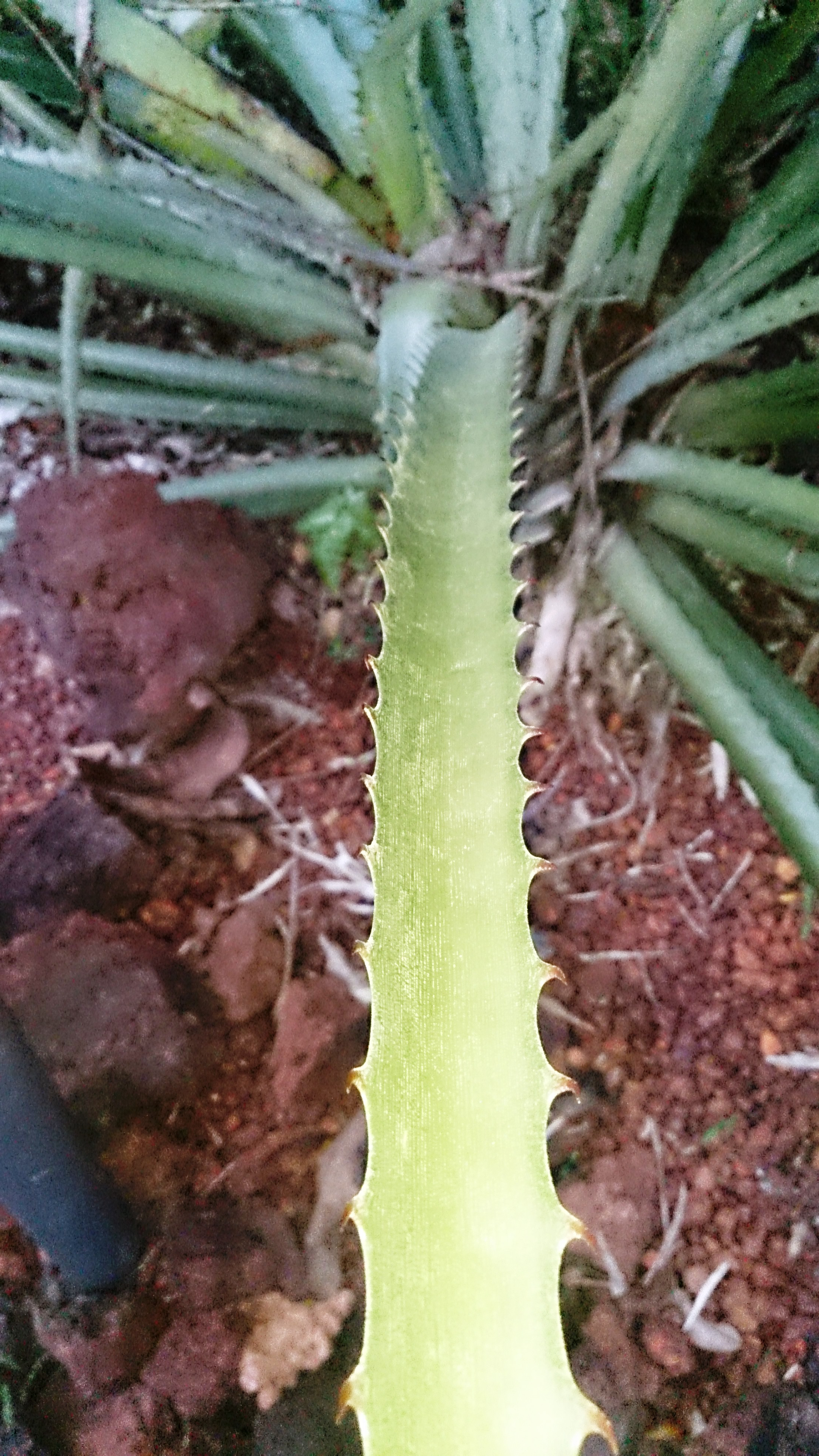
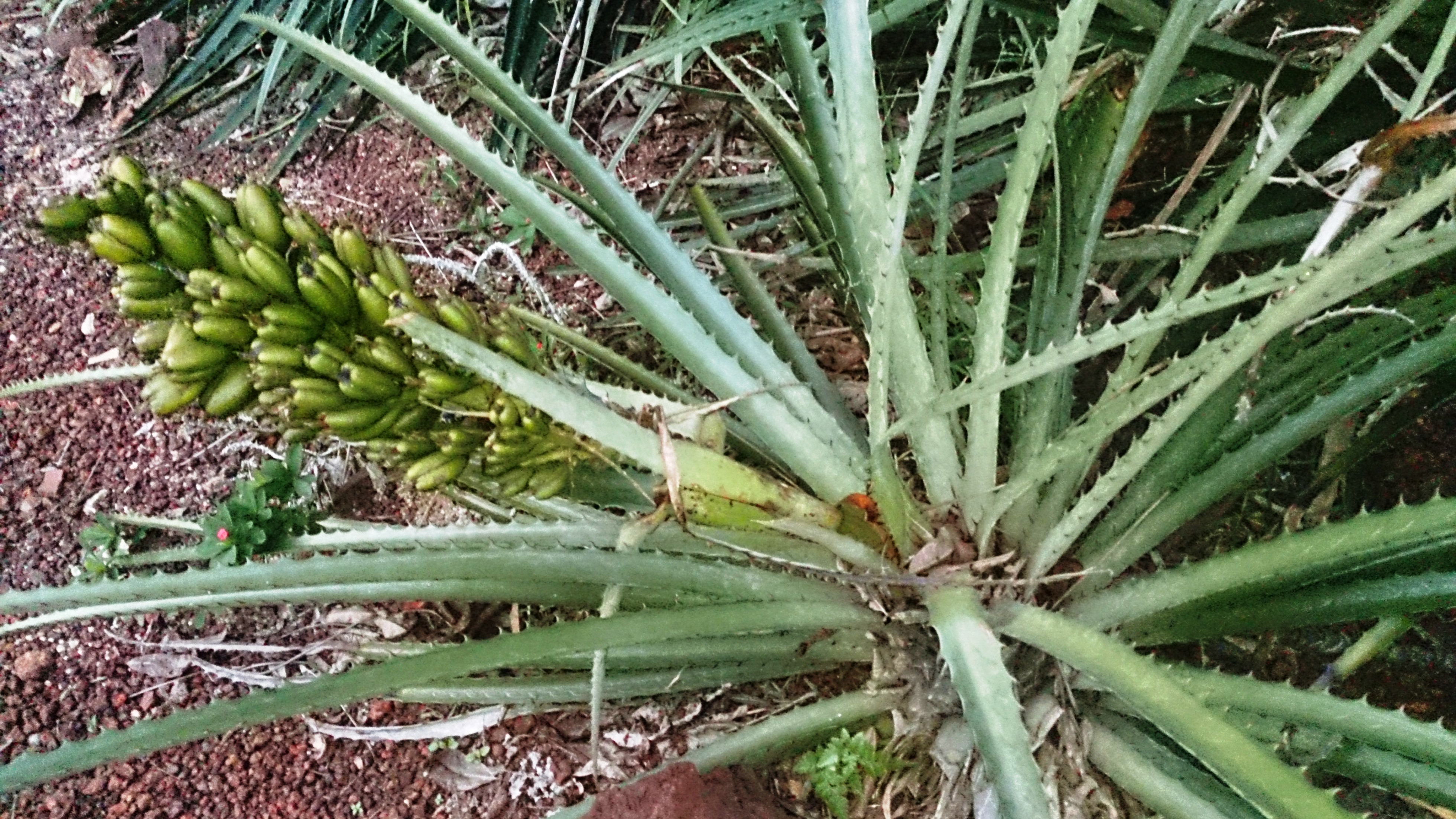